# میدان الکترومغناطیسی

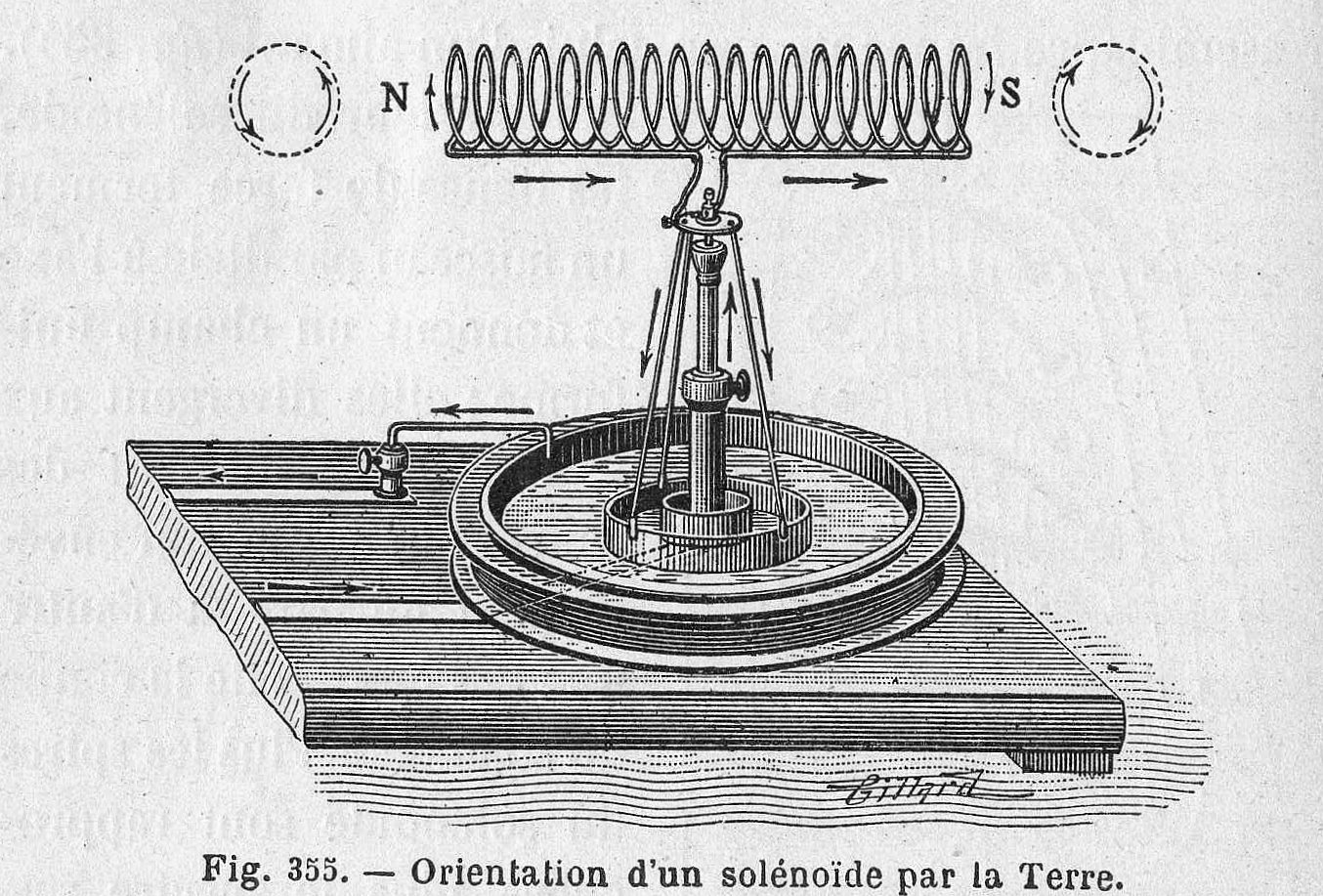
طرح‌وارهٔ جهت‌گیری یک‌سیم‌لولهٔ متحرک، به‌عنوان تابعی از میدان مغناطیسی زمین

میدان الکترومغناطیسی میدانی است که توسط ذرات باردار الکتریکی که دارای شتاب هستند، ایجاد می‌شود. در واقع برهم‌کنش دو میدان مغناطیسی و الکتریکی عمود برهم یک میدان الکترومغناطیس به وجود می‌آورد. این میدان بر جرم‌های بارداری که درون آن قرار دارند اثر می‌گذارد و رفتارشان را تغییر می‌دهد. اندازه (شدت) میدان الکترومغناطیسی می‌تواند بی‌نهایت باشد و برهم‌کنش الکترومغناطیسی را توضیح می‌دهد که یکی از چهار برهم‌کنش بنیادی طبیعت است. این موضوع در معادلات ماکسول و قانون نیروی لورنتز توضیح داده شده‌است.
این میدان، رابطهٔ نزدیکی با تابش الکترومغناطیس دارد.